# Рейнхаймер, Урсула
Урсула Рейнхаймер (нем. Ursula Magdalena Reinheimer, урождённая Престель (нем. Prestel); 1777 — 1845) — немецкая художница.

## Биография
Родилась в 1777 году в семье Иоганна Готлиба (нем. Johann Gottlieb) и Марии Катарины (нем. Maria Katharina) Престель, где было пятеро детей.
В детском возрасте все дети были знакомы с искусством. В 1786 году родители развелись и Урсула вместе с младшим братом и матерью поехали в Лондон. Там дети обучались искусству; как и их мать, писали портреты и натюрморты, также работали как гравёры по меди. После смерти матери, Урсула в 1794 году переехала во Франкфурт и работала с графикой в мастерской своего отца, где познакомилась с его подмастерье и будущим мужем — Иоганном Рейнхаймером (нем. Ehemann Johann Georg Reinheimer, 1777—1820).
Как профессиональная художница писала портреты, пейзажи и натюрморты. Дружила с художницами и художниками своего времени. Вместе с Susanne von Bethmann-Hollweg (1763—1831), женой банкира, путешествовала по Франции и Швейцарии. Брак с Иоганном Рейнхаймером в 1805 году не нарушил её художественных планов. В конце жизни художница также работала в качестве педагога в учебном заведении Institut der Frau Dr. Bunsen во Франкфурте.
Умерла в 1845 году.

Некоторые работы
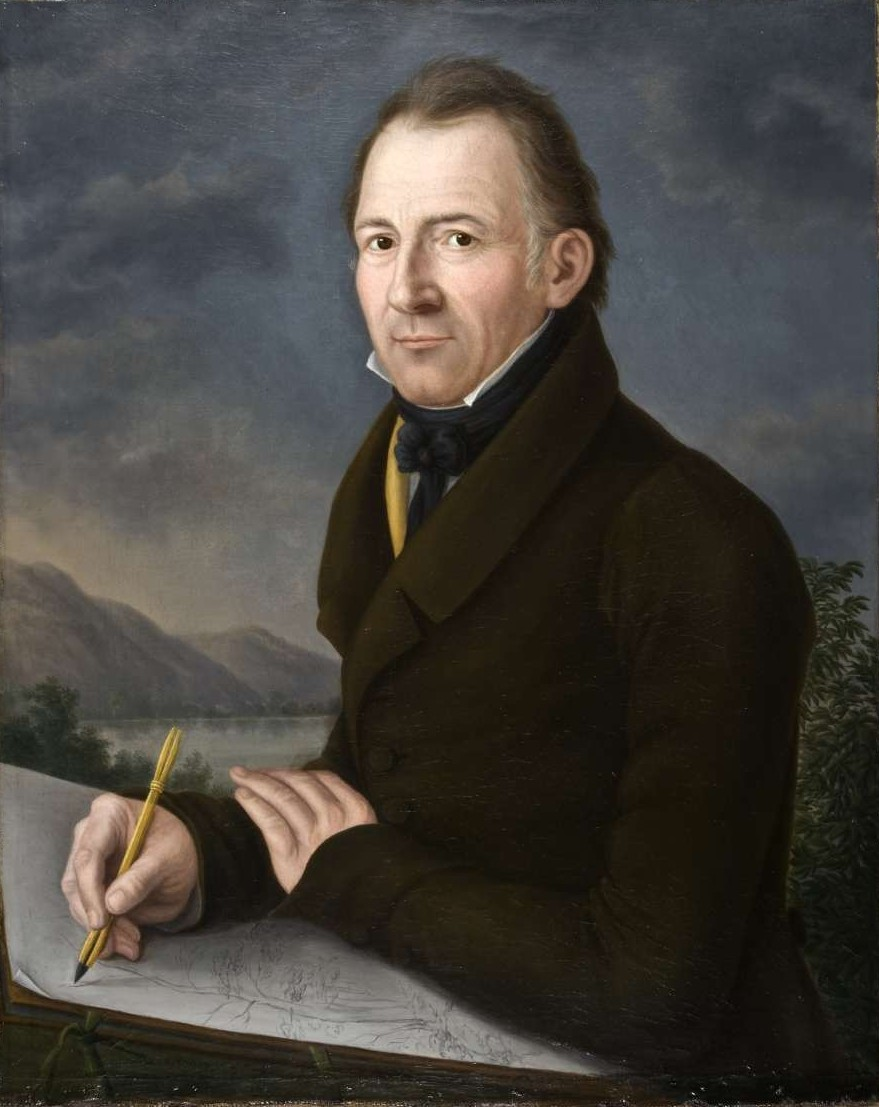
Портрет Антона Радля, 1830
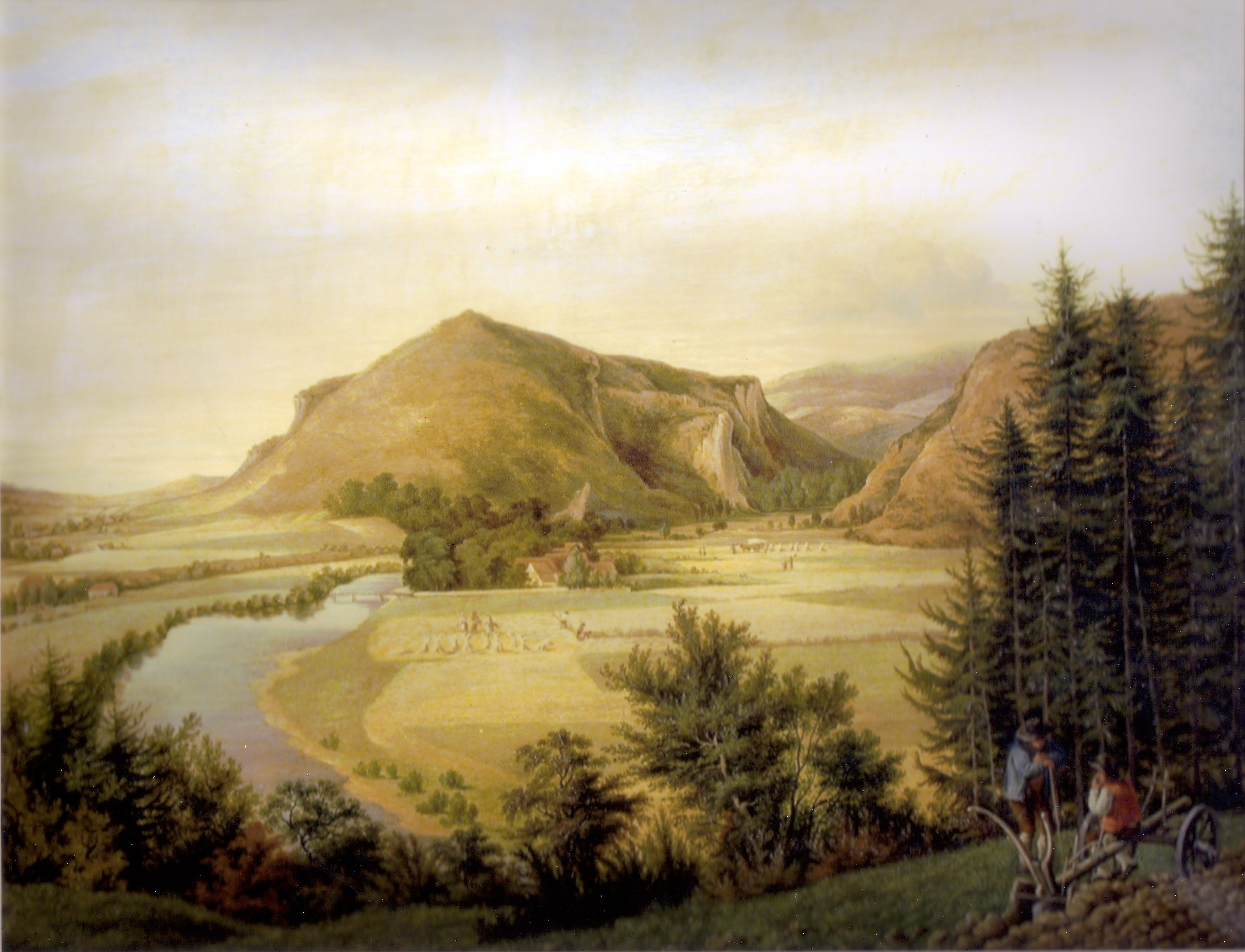
Landschaft aus dem Sauerlande, 1802

Картина "свеча"